# Lucy Noel-Buxton
Lucy Edith Noel-Buxton, baronne Noel-Buxton (née Pelham Burn ; 1888 - 9 décembre 1960) est une femme politique du Parti travailliste britannique. 

## Biographie
Elle étudie à Malvern St James puis au Westfield College. Elle épouse Noel Buxton en 1914 à Londres et ils ont six enfants ,. 
Elle est élue députée pour North Norfolk lors d'une élection partielle en 1930, après que son mari, le député Noel Buxton ait été élevé à la pairie en tant que baron Noel-Buxton. Elle remporte son siège avec une majorité de seulement 139 voix, et aux élections générales de 1931, elle perd de près de 7 000 voix contre le candidat conservateur Thomas Cook. Elle se présente de nouveau aux élections générales de 1935 et est de nouveau battue, mais divise par deux la majorité conservatrice. 
Lady Noel-Buxton revient à la Chambre des communes lors de la victoire du Parti travailliste aux élections générales de 1945, lorsqu'elle est élue pour la circonscription de Norwich. Elle ne se représente pas aux élections générales de 1950.   